# Orimarga palauiana
Orimarga palauiana là một loài ruồi trong họ Limoniidae. Chúng phân bố ở miền Australasia.